# 先島諸島
先島諸島（さきしましょとう、沖縄語：サチシマ）は、日本の南西諸島に属する琉球諸島のうち、南西部に位置する宮古列島・八重山列島の総称で、沖縄県に所属する。尖閣諸島を含む場合があり、南琉球とも称する。

## 先島諸島に含まれる諸島
- 宮古列島
  - 宮古島
  - 池間島
  - 大神島
  - 来間島
  - 伊良部島
  - 下地島
  - 多良間島
  - 水納島
- 八重山列島
  - 石垣島
  - 竹富島
  - 小浜島
  - 黒島
  - 新城島
  - 西表島
  - 鳩間島
  - 由布島
  - 波照間島
  - 与那国島
- 尖閣諸島
  - 魚釣島
  - 久場島
  - 大正島

ほかにいくつかの無人島がある。尖閣諸島は、先島諸島に含む場合と含まない場合が有る。

## 名称
日本本土から沖縄本島よりも先方に位置する島々であるため、明治時代に先島諸島と命名された。

## 行政区分
宮古列島
- 宮古島市
- 宮古郡
  - 多良間村

八重山列島
- 石垣市
- 八重山郡
  - 竹富町
  - 与那国町

## 歴史

### 時代区分
日本本土や沖縄本島に比して独自の編年が提案され、19世紀まで土器文化が続いた土器中心の編年を多く用いる。
沖縄県が公示する編年
- 旧石器時代
- （空白期）
- 先史時代
  - 下田原期（有土器期） - 4000から3500年前
  - （空白期）
  - 無土器期（仲間第一期） - 1700年前から12世紀
- スク時代（歴史時代） - グスク時代に相当
  - 新里村期 - 12から13世紀
  - 中森期 - 13から17世紀
- 近世
  - パナリ期 - 17から19世紀
- 近現代以降（沖縄本島同様）

旧石器時代と下田原期、下田原期と無土器期、それぞれの間に遺物がほとんど出土しない空白期間がある。

### 地質時代
40万年前まで琉球孤の島々は隆起と沈降を繰り返した。沖縄本島と宮古島の間に沖縄 - 宮古海台 (OMSP) が存在し、27万年前まで陸地であった。

### 先史

#### 旧石器時代
宮古島でピンザアブ遺跡、石垣島で白保竿根田原洞穴遺跡、それぞれが発見されている。

#### 先島先史時代
旧石器時代や新里村期も広義の先史時代に該当するが、下田原期及び無土器期と連続性が確認されておらず、区別されている。
先史時代の先島諸島は縄文文化の影響はほとんど見られず、台湾と共通点が指摘される土器が多く発見されている。約2500年前から無土器文化に入りポリネシアと同様に調理で石焼を多く用いたと考えられるが、シャコガイ貝斧などが見られるなどフィリピン方面と文化的関係が考えられる。約800年前ごろからカムィ焼や鍋形土器など、本島や北方と関係がみられる。『続日本紀』で714年（和銅7年）に「信覚」などの人々が来朝したと記され、「信覚」は石垣島を指す。13世紀頃までは自前の船で往来が困難なために沖縄諸島と結び付きは薄く、南琉球先史文化圏に属して中国、台湾、フィリピン文化圏から影響を受けた。

### 原史から中世
沖縄本島におけるグスク時代に相当する時代を先島諸島でスク時代と称する。スクは八重山方言でグスクを意味し、この時期に現在の先島諸島文化が成立した。

#### 新里村期
12世紀から13世紀までの時期、遺跡から新里村式土器が出土する。
従来の狩猟採集文化に代わって農耕文化や南琉球諸語の祖語を話す集団が、北方より沖縄以南へ進出し、現在に続く先島諸島の文化が成立した。

#### 中森期
13世紀から17世紀までの時期、遺跡から中森式土器が出土する。
「元史」、「温州府志」に「元代の1317年（延祐4年）に「密牙古人」が漂着した」記録があり、中国史書における先島諸島の初出である。
14世紀から15世紀に先島各島に按司が興るが、沖縄本島に興った琉球王国による海上交易の中継地として、次第に琉球の影響圏となる。
1390年に宮古の与那覇勢頭豊見親（真佐久）が、中山王察度のもとに初めて朝貢する。真佐久は琉球語を解せず、先島諸島と琉球が異なる文化圏にあったことが示唆される。宮古は与那覇勢頭と目黒盛豊見親が争うのちに目黒盛が臣従し、仲宗根豊見親が現れて1474年に宮古を統一した。
1500年に石垣島の按司オヤケアカハチ（遠弥計赤蜂）が反旗を翻すと、尚真王は征討軍を編成するが、宮古島豪族の仲宗根豊見親が先鋒として石垣島に上陸してオヤケアカハチを討ち取った。乱ののちに石垣島は長田大主、西表島は慶来慶田城用緒、多良間島は土原豊見親、それぞれが治めて先島諸島のほぼ全域が琉球王国の支配下となる。
与那国島は女首長サンアイイソバ（サカイイソバともいう）が抵抗したが、慶来慶田城用緒を通して用緒の息子の用庶を与那国与人として名目的に王府が支配した。のちに鬼虎が反乱したが仲宗根豊見親らが討ち取り完全な支配下となる。

### 近世
1609年に、大和政権江戸幕府徳川家康、秀忠から琉球征伐御朱印状を得た薩摩藩島津氏が琉球王国に侵攻すると、琉球王尚寧王は降伏して琉球王国は薩摩藩に服属した。薩摩藩の命を受けて王府は先島諸島火番盛を設けた。
王府は薩摩服属後も徴税代理人として先島諸島から年貢を徴収し、1637年から1903年まで人頭税を徴収した。
日本の江戸時代にほぼ重なる、薩摩の琉球侵攻から琉球処分までの時代は、新城島でパナリ焼き土器が生産されて先島諸島に広範囲で流通し、パナリ期と称する。

#### 先島諸島の人頭税
琉球王府は本島と先島諸島に人頭税を導入した。薩摩および王府と先島諸島の現地支配層による、農民の二重搾取と強制賦役は琉球王国滅亡まで続き、明治維新を経た琉球処分後も、旧慣温存政策で現地支配層による強制搾取は20世紀まで続いた。干魃や暴風雨などによる不作や飢饉、大津波などの天災、疫病や熱病の流行による人口の大減少は、王府や支配層による強制移住など農民を圧迫した。
安良城盛昭は、『具志頭間切御手入日記』（文久元年 1861年、王府へ報告する書簡）などを根拠に「人頭税は両先島に限られているというのも、間違った見解であります。本島においてもまた人頭税は、廃藩置県つまり琉球処分の時期までは、貢租徴収の基本的な様式だったのであります。これは様々な文書から確認することができるのであります。本土であればある村を取り上げるときには、何石の村として問題になるのですが、沖縄では『頭数』つまり人間が何人いるのか、というのが常に問題になっているのであります。」として、人頭税は宮古と八重山に特有の差別的な税とする人頭税先島固有説を否定している。
```
『
沖縄県宮古島島費軽減及島政改革請願書
』
（明治28年（1895年）第八帝國議会可決）の一葉より：

第二　生活の状態
（食物）島民は皆薩摩芋を常食とし富裕者と雖も僅に祝事祭典の時
粟を食するのみ大半の島民は粟の味を知らず味噌を有するものは
全島民四分の一にして他は皆海水に淡水を和し薩摩芋の葉蔓或は
海藻等を煮て食せり其海岸に瀕せざる所のものは塩を以て味噌に
代用す醤油の如きは素より以て口に入るなし且つ内地の如く香の物
とてはなく豚の常食たる焼酎粕を購ひ来て薩摩芋に和し之を食せり
（衣服）
其衣服に至ても亦甚た粗悪にして夏は芭蕉布一枚冬は破れたる木綿の
袷一枚を着するのみ是等は全島民の半數にして其他のものに至ては
周年僅に一領の夏衣に過きさるものあり甚だしきは一枚若くは二枚の
夏衣を以て家族數人交る々々用ゆるものあるに至る
（家屋）

前略　
其の家屋矮小なる間口三間奥行三間半位のもの十分の一、
同上二間に二間半位のもの十分の六、九尺二間のもの十分の三にして
要するにその衣食住の粗悪なる
ヿ
内地の乞食に彷彿たり
```

20世紀の先島諸島民の訴えでは、1637年に薩摩支配下の琉球王国は宮古島と八重山諸島で、年齢、性別、身分に居住地域の耕地状況による村位を組み合わせ、数え年が15歳から50歳までの男女に賦課する「正頭（しょうず）」を制度化した。古琉球時代説もある。「正頭」は廃藩置県後も旧琉球王国既得権益層の懐柔を企図した旧慣温存策により存続した。
笹森儀助は、『南嶋探験』を著すなど南西諸島を含む辺境の実情を本土の中央社会で啓蒙し、人頭税の反対を訴えた。
1893年（明治26年）に中村十作、城間正安、平良真牛、西里蒲ら4人は、沖縄本島の官憲や士族らの妨害を越えて、国会請願書を内務大臣井上馨へ届けた。中村と新潟県で同郷の読売新聞記者増田義一が事件を報じ、国民に周知されて世論も後押し、第8回帝国議会で1903年（明治36年）に廃止されて日本と同様の地租となる。
以下に中川正晴の論を記す。尚真王は中央集権に並行して宮古と八重山を含む「三十六島」に「税を定め貢を納めし」め、徴収法は宮古島と八重山の地方官人の辞令に見られるとおり、琉球本島と同様であった。琉球元来の貢租制度は人頭税の性格を有し、宮古と八重山固有ではない。人頭税は負担者人口が増加すると軽く減少すると過酷に作用する。人口は1647年の5千万強から大津波直前の1771年に3万人弱まで増加し、大津波までは明治期ほど悲惨ではなかった。大津波で人口は1/3減少、世界的異常気象による飢饉や疫病で頭数が大幅に減少し、人頭税は農民に過酷となった。人頭税は過酷であるから「宮古・八重山は 260 年余にわたって人頭税のために苦しめられた」の言説は、過剰な単純化である。
大﨑正治は「公定の貢租率は日本本土が四公六民、琉球は三公七民、先島諸島は島により異なり四公 - 五公ほどで、格別に過重ではなかった」としている。
王府は二重搾取などを放置せず、割重穀事件で現地支配層を厳しく指弾して処罰したが、実際は罰が猶予や緩徐されるなど不徹底が指摘され、多良間騒動や落書事件など紛糾が続いた。
人頭税徴収のため五人組制度があり、五人の名を木札に記し、毎朝畑へ出掛ける際は番所で役人の耕作筆者が調べ、時刻に遅れると鞭で叩かれ、病気で畑仕事に就けない場合は五人組の他の者が加勢した。人頭税は貢納規則で「不納の者は番所向足車に入れ、または在番頭に申出入牢申付べし」と定められ、士族に反抗すると両脚を丸太ではさんで締めつける「カシギ」で罰した。
竹富島で、口減らしや子供を人頭税から逃すため、誕生直後に子供を生き埋める慣わしがあった。与那国島の風習の人枡田（トゥングダ）は、ある日突然に法螺貝や銅鑼が激しく鳴らされ、音を合図に村人は島内の人枡田に集合するが、時間までに間に合わない場合は働き手とならないとして打ち首にされた。
人頭税から逃れるため、男は匹人や名子となるほかなく、女は役人の妾となるものがいた。匹人とならないものは役人の家に身を寄せて名子となった。
1893年に、真珠貝養殖で宮古島に居住する新潟県出身の中村十作、那覇の城間正安、宮古福里村の西里蒲、保良村の平良真牛を嘆願代表として東京へ送った。4人は人頭税廃止運動を指導し、沖縄の特に宮古と八重山の農民の人頭税に因る生活の窮状を、政界有力者や日本政府へ訴えた。 琉球の佐倉宗五郎現わる」と当時の読売新聞が報じ、1894年に内務省と大蔵省から調査のため係官が来県し、日本政府内に沖縄諸制度改正法案取調委員会が設置され、266年間続いた人頭税は1903年に廃止された。

#### 明和の大津波
1771年の八重山地震は先島諸島全域で津波被害が生じ、およそ半数の人口を失ったのちに疫病発生など影響は続き、八重山の人口は地震前の約3万人が100年後の明治時代に1万人となる。被災後も人頭税が続き、明治時代までに荒廃して人口は希薄になった。

### 近代
明治政府は、1872年（明治5年）に琉球王国を廃止して琉球藩を設置した。清は日本の政策に反発し、琉球は古来中華帝国に服属していたものとして、琉球の領有権を主張した。
1871年（明治4年）、首里王府に年貢を納めて帰途についた宮古、八重山の船4隻のうち宮古船の1隻が台湾近海で遭難し、漂着した69人のうち3人が溺死、山中をさまよった生存者のうち54名が台湾先住民によって殺害された宮古島島民遭難事件事件に対し、日本政府は清朝に厳重に抗議したが、原住民は「化外の民」（国家統治の及ばない者）であるという清朝からの返事があり、これにより、日本政府は1874年（明治7年）、台湾出兵した。
1879年（明治12年）、明治政府は琉球藩を廃止し、沖縄県を設置（琉球処分）するが、清との間に琉球の領有権問題が発生し、日本政府は日清修好条規への最恵国待遇条項の追加とひき替えに、沖縄本島を日本領とし八重山諸島と宮古島を清領とする先島諸島割譲案（分島問題）を提案した。清も一度は応じ仮調印したが、｢清は八重山諸島と宮古島を望まず、琉球領としたうえで、清と冊封関係を維持したままの琉球王国を再興させる｣という李鴻章の意向によって妥結にはいたらず、琉球帰属問題も棚上げ状態になった。
琉球再興に動かない清の態度に抗議した脱清人・名城春傍（林世功）の自害もこの時のことである。日清戦争の結果、旧琉球王国領の全域が日本領であることを清は事実上認めざるを得なくなった。
政府による近代化は日本列島や沖縄本島よりも遅く、人頭税を中心とした王国の制度は20世紀初頭まで温存された。1937年まで日本標準時より1時間遅い西部標準時を適用した。
人頭税廃止後は砂糖黍栽培や炭鉱開発など経済は発展したが、海外からウリミバエが伝わり農業に大きな被害をもたらした。近代化により旧来文化の多くを喪失するが、岩崎卓爾やニコライ・ネフスキーが訪島して記録や研究を残した。

### 太平洋戦争と米国統治
沖縄本島とは違って太平洋戦争の戦場にはならなかったものの、1945年に入ると激しい空襲と艦砲射撃を受け、6月以降には八重山諸島で山岳地帯や西表島などマラリア危険地域への移住命令が出され、マラリアによる死者が多数出た（戦争マラリア）。
宮古島は平坦で、連合軍の飛行場設置を恐れ3万人の陸軍兵が駐留した。約1割の兵士が戦病死したが、宮古の女性と仲良くなる兵士が多く、引き上げ時は港は悲しみの女性で一杯であった。残った兵士もいた。
沖縄本島の陸軍が壊滅すると軍と行政機能は停止し、指揮系統が切断された守備隊の一部が畑から作物を盗んだり島民に暴力を振るうなどした。石垣島の住民は自警団を結成して対抗し、発展させて12月15日に「八重山自治会」を発足した。アメリカ軍は11月26日告示された「米国海軍軍政府布告第1-A号」を、12月8日に宮古島、12月23日に石垣島それぞれで公布して軍政樹立を宣言し、宮古支庁と八重山支庁を復活させた。1952年の日本国との平和条約で、国際法上も米国統治下に置かれた。

### 沖縄返還後
1972年沖縄返還で日本の施政権が回復した。米国統治下で与那国島上空東経123度に防空識別圏境界線が設定され、返還後も島の領空西2/3は台湾の防空識別圏内であった。台湾は自主的に、与那国島を避ける台湾寄り海上に防空識別圏境界線を設定して運用し、外務省も「防空上の問題は事実上生じない」とした。2010年6月25日に防衛省訓令を見直し、防空識別圏を与那国島西端から西側へ、領空12海里に加えて緩衝地帯2海里の計14海里広げ、日本の領空と台湾の防空識別圏の重複を解決した。台湾の馬英九政権は「一方的な識別圏の変更は認められない」と声明したが、かねてより台湾は与那国島上空西側海上で識別境界線を運用しており問題はない。
テレビやラジオの放送は、テレビがNHK沖縄放送局（前身は沖縄放送協会 (OHK)）、ラジオは民放の琉球放送 (RBC) が開局してサービスを開始した。民放のテレビ放送は1993年に中継局が開局するまで、全てケーブルテレビの自主放送で時差配信された。詳細は宮古島中継局を参照。

## 文化

### 方言
方言として南琉球諸語の三言語、宮古語、八重山語、与那国語を用いる。

### 神話・伝承

#### 宮古列島
日本列島や沖縄本島と異なる神話が伝承され、口承を文字に記した写本の宮古島旧記が伝わる。

#### 八重山諸島
洪水型兄妹始祖神話が多く伝わる。
波照間島では島民の始祖をアラマリヌパー（新しく生まれた女）と呼んで御嶽で祀る。

## 自然
沖縄本島の間に日本最大級の宮古海峡があり、鳥類や無脊椎動物などに台湾と共通種が多い（蜂須賀線）。沖縄本島以北と共通種も多い。分子生物学の遺伝子分析による沖縄本島と宮古列島の種の分岐時期、地質学の地層調査による宮古列島の陸地から分離時期、それぞれに差異が見られる。宮古海峡に陸地があり、沖縄本島から切り離されたのち海底から隆起した宮古列島と繋がり、宮古列島へ移住したと考えられる。

## 軍事施設
近年は情勢を鑑みて防衛力を増強している。
- 与那国駐屯地 - 2016年開設
- 宮古島駐屯地 - 2019年開設
- 石垣駐屯地 - 2023年開設